# Apaturi d'Alabanda
Apaturi d'Alabanda (en llatí Apaturius, en grec antic Άπάτουριος) fou un pintor d'escenaris grec natural d'Alabanda.
D'aquest pintor va destacar el mode de pintar l'escena del teatre de Tral·les a l'Àsia Menor, obra que va ser descrita per Vitruvi (Vitruvius) basant-se en la crítica que havia estat feta anteriorment per Licini (Licinius).